# Radimov
Radimov, Hongaars: Radimó, is een Slowaakse gemeente in de regio Trnava en maakt deel uit van het district Skalica.
Radimov telde 493 inwoners op 31 december 2023. Het dorp is in 1392 voor het eerst in geschriften genoemd.

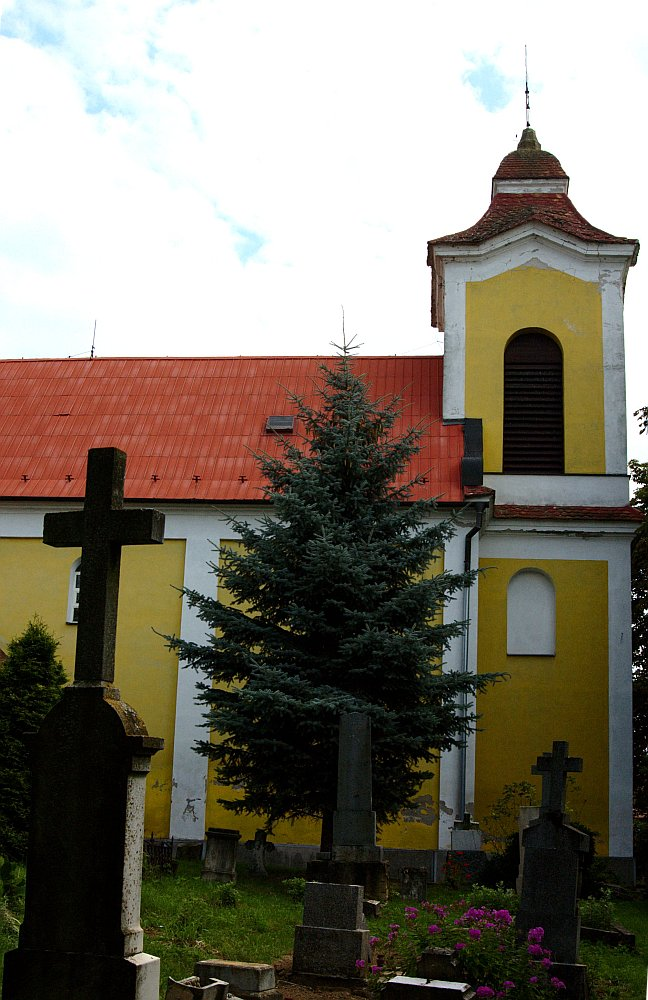